# Jack und das Kuckucksuhrherz
Jack und das Kuckucksuhrherz (Originaltitel Jack et la mechanique du cœr, dt. Jack und die Mechanik des Herzens) ist ein französisch-belgischer Animationsfilm von den beiden Regisseuren Mathias Malzieu und Stéphane Berla aus dem Jahr 2013. Malzieu schrieb auch die literarische Vorlage La mécanique du coeur (deutscher Titel: Die Mechanik des Herzens), synchronisierte die Hauptfigur Jack und ist Sänger der französischen Band Dionysos, die sich für die Filmmusik verantwortlich zeichnet.

## Handlung
Jacks Mutter schleppt sich hochschwanger am 16. April 1874, in der kältesten Nacht, die Edinburgh je erlebt hat, den Berg zu Madeleine hoch, in der Hoffnung, das die Hebamme ihren Sohn auf die Welt bringen kann. Madeleine gelingt es auch, doch der Junge hat einen Herzfehler: sein Herz ist gefroren. Und so ersetzt Madeleine es durch eine Kuckucksuhr. Am nächsten Morgen verschwindet die Mutter klammheimlich und überlässt Jack der Hebamme, die den Jungen großzieht. Doch es gelten drei Regeln für den ungewöhnlichen Herzschrittmacher, die Jack fortan befolgen muss: Jack darf sich nicht aufregen, darf nicht die Zeiger seiner Uhr verstellen und, am wichtigsten von allen: er darf sich nicht verlieben.
In der Abgeschiedenheit der ungewöhnlichen WG, die auch noch zwei Prostituierte und ein Xylophonspieler, der mit seinem Instrument verwachsen ist, hausen, gelingt es Jack die Regeln zu beherzigen. Doch bei einem Ausflug in die Stadt trifft er auf die Sängerin Acacia und verliebt sich sofort. Er wird ohnmächtig und als er wieder zur Besinnung kommt, ist das Mädchen fort. Madeleine kann das schlimmste verhindern, doch Jack will fortan zur Schule gehen. Dort gerät er an den Schüler Joe, einen wortgewandten Schulhof-Tyrannen, der ihn fortan hänselt. Wie Jack ist er auch in Acacia verliebt.
Nach einer Prügelei auf dem Schulhof verliert Joe durch die Kuckucksuhr ein Auge. Jack flieht voller Panik, doch kurz darauf wird Madeleine verhaftet und stirbt später in ihrer Zelle. Jack kann mit Hilfe der WG fliehen und reist nach Paris, wo er auf den freundlichen Regisseur Georges Méliès trifft, dem er sich anschließt.
Auf einem Jahrmarkt in Andalusien begegnet er wieder Acacia, die sich nun Miss Acacia nennt und der Star des Jahrmarkts ist. Er selbst heuert als Schausteller in der Geisterbahn an. Als er sich Acacia offenbart, beginnen die beiden sich näher zu kommen. Unvermittelt taucht jedoch Joe auf. Joe erzählt ihr von den Geschehnissen in Edinburgh und Jack ist so verzweifelt, dass er den Schlüssel zum Aufziehen der Uhr wegwirft und anschließend wegläuft. Doch Acacia holt ihn ein und die beiden geben sich einen Kuss. In diesem Moment bleibt die Zeit stehen und Jack klettert auf den Schneeflocken in den Himmel.

## Hintergrund
Der Animationsfilm basiert auf der literarischen Vorlage La mécanique du coeur (deutscher Titel: Die Mechanik des Herzens) von Mathias Malzieu aus dem Jahr 2007. Der Film entlehnt seinen visuellen Stil an den Steampunk- und die Gothic-Kultur. Typisch für den Steampunk werden futuristisch anmutende Maschinen im Viktorianischen Zeitalter dargestellt, so beispielsweise eine Ziehharmonika-ähnliche Eisenbahn, das Kuckucksuhrherz selbst oder die Filmutensilien von Méliès. An den Gothic lehnen sich die blassen Zeichnungen der Charaktere sowie die düstere Atmosphäre des Films selbst an.
Elemente des Musicals sind ebenfalls enthalten. So werden wichtige Handlungsstränge musikalisch und gesanglich untermalt. Malzieu schrieb mit seiner Band Dionysos auch die komplette Musik für den Film.
In Deutschland hatte der Film seine Premiere bei den Internationalen Filmfestspielen Berlin 2014 und startete anschließend am 3. Juli 2014 im Kino. Den Vertrieb übernahm Universum Film. Am 5. November 2014 wurde er auf DVD und Blu-Ray veröffentlicht.

## Synchronisation
| Rolle         | Originalsprecher | Deutsche Sprecher         |
| ------------- | ---------------- | ------------------------- |
| Jack          | Mathias Malzieu  | Constantin von Jascheroff |
| Anna          | Élisabet Maistre | Nicole Hannak             |
| Arthur        | Arthur Higelin   | Axel Lutter               |
| Brigitte Helm | Danièle Graule   | Daniela Strietzel         |
| Joe           | Fabien Marsaud   | Tobias Nath               |
| Luna          | Rossy de Palma   | Julia Kaufmann            |
| Madeleine     | Emily Loizeau    | Christin Marquitan        |
| Mellies       | Jean Rochefort   | Viktor Neumann            |
| Miss Acacia   | Olivia Ruiz      | Kaya Marie Möller         |

## Rezeption
Der Film war 2014 für den Europäischen Filmpreis als Bester Animationsfilm sowie für einen César nominiert.
Der Film erhielt eine Reihe wohlwollender Kritiken. So vergab Katrin Hoffmann für Epd Film vier von fünf möglichen Sternen und schrieb:

„Trotz 3-D-Technik macht der Film einen fast unmodernen, anachronistischen Eindruck, seine Bilder und Figuren erinnern an Tim-Burton-Filme und mit seiner warmen Farbgebung lässt er keine Zweifel an einer positiven Grundstimmung. Die Reisen in Zug und Pferdekutsche sind im Origami- und Aufklappbilderbuch-Stil animiert, so dass eine sehr bewegte Dynamik entsteht, aber eben kontrapunktisch mittels alter Papiertechniken umgesetzt. Souverän ergänzen sich moderne Bildverarbeitung und altmodisch anmutender Animationsstil – und der Zuschauer lässt sich hinwegtragen in eine Zeit, in der das Kino gerade erfunden wurde.“

Die Website medienbewusst.de urteilte:

„‚Jack und das Kuckucksuhrherz‘ ist eine liebevoll erzählte Geschichte, die auf den Pfaden von Tim Burtons Klassiker wandelt. Detaillierte Kulissen und beeindruckende Kamerafahrten lassen den Zuschauer problemlos in die bizarre Welt des Films eintauchen. Die Musikstücke erreichen zwar nicht ganz die Qualität von Disney, sind aber dennoch gut und stimmig.“

Die Fernsehzeitschrift TV Today urteilte:

„Mit skurriler Fantasie und ohne Schmalz erzählt das Gothicmärchen eine Geschichte, die leicht an ‚Edward mit den Scherenhänden‘ erinnert, dabei aber eine Herzlichkeit besitzt, die man bei Tim Burton heute vermisst. In der deutschen Fassung der französischen Kinoperle singen die Figuren wie in der internationalen Version größtenteils englisch, angesichts der gut synchronisierten Dialoge hätte man sich hier eine Eindeutschung gewünscht.“